# 西山町 (柏崎市)
西山町（にしやまちょう）は、新潟県柏崎市にかつて設置されていた地域自治区。2005年5月1日に柏崎市が編入した旧刈羽郡西山町（にしやままち）の区域に設置され、西山町（にしやまちょう）事務所は旧西山町役場が使用されていた。区内の住所の表記は、大字の上に地域自治区名が冠せられていた。
2015年3月31日に廃止された。

## 沿革
- 2005年（平成17年）5月1日 - 柏崎市に西山町及び高柳町が編入される。同時に旧西山町の区域に柏崎市の地域自治区「西山町」として設置される。
- 2007年（平成19年）7月16日 - 新潟県中越沖地震が発生し最大の震度6強を記録した。
- 2015年（平成27年）3月31日 - 地域自治区としての西山町の設置期間が終了[1]。